# Maria Anna di Sassonia-Altenburg
Maria Anna di Sassonia-Altenburg (Altenburg, 14 marzo 1864 – Bückeburg, 3 maggio 1918) fu la consorte di Giorgio, Principe di Schaumburg-Lippe. Poiché figlia maggiore del Principe Maurizio di Sassonia-Altenburg e  di sua moglie la Principessa Augusta di Sassonia-Meiningen, e una sorella di Ernesto II, Duca di Sassonia-Altenburg, Maria Anna era un membro del Ducale Casato di Sassonia-Altenburg..

## Matrimonio e figli
Il 16 aprile 1882 ad Altenburg, Maria Anna sposò Giorgio, Principe Ereditario di Schaumburg-Lippe. figlio maggiore di Adolfo I, Principe di Schaumburg-Lippe, a cui successe come Principe di Schaumburg-Lippe nel 1893.
La coppia ebbe insieme nove figli:
- Adolfo II, Principe di Schaumburg-Lippe (1883-1936), sposò Elisabeth Bischoff
- Principe Maurizio (1884-1920), senza eredi
- Principe Pietro (nato e morto nel 1886)
- Principe Wolrad (1887-1962), sposò la principessa Batilde di Schaumburg-Lippe
- Principe Stefano (1891-1965), sposò la duchessa Ingeborg di Oldenburg
- Principe Enrico (1894-1952), sposò la contessa Maria Erica di Hardenberg
- Principessa Margherita (1896-1897)
- Principe Federico Cristiano (1906-1983), sposò la contessa Alessandra di Castell-Rüdenhausen, la principessa Maria Luisa di Schleswig-Holstein-Sonderburg-Glücksburg ed Helena von Bartolf
- Principessa Elisabetta (1908−1933), sposò Benvenuto Hauptmann e il barone Giovanni di Frankensdorf

### Anniversario di Nozze d'argento
In occasione del loro anniversario di nozze d'argento nel 1907, l'Imperatore Guglielmo II regalò a Giorgio e Maria Anna la sede ancestrale della famiglia, il Castello di Schaumburg. Il castello era diventato di proprietà degli Hohenzollern da quando il nonno di Giorgio si era alleato con gli austriaci nella guerra austro-prussiana del 1866. Il regalo era anche un riconoscimento del sostegno di Giorgio nella disputa per la successione al trono di Lippe-Detmold.
Il Principe Giorgio morì il 29 aprile 1911. La Principessa Maria Anna morì sette anni più tardi, il 3 maggio 1918 all'età di 54 anni.

## Titoli e trattamento
- 14 marzo 1864 – 16 aprile 1882: Sua Altezza Principessa Maria Anna di Sassonia-Altenburg, Duchessa di Sassonia
- 16 aprile 1882 – 8 maggio 1893: Sua Altezza La Principessa Ereditario di Schaumburg-Lippe
- 8 maggio 1893 – 29 aprile 1911: Sua Altezza La Principessa di Schaumburg-Lippe
- 29 aprile 1911 – 8 ottobre 1918: Sua Altezza La Principessa Madre di Schaumburg-Lippe

## Collegamenti
- Consorti dei sovrani di Lippe

## Ascendenza
|                                              |                                 |                                           | Genitori                                     |  |  | Nonni |  |  | Bisnonni                       |  |  | Trisnonni                                       |  |
|                                              |                                 |                                           |                                              |  |  |       |  |  | Federico di Sassonia-Altenburg |  |  | Ernesto Federico III di Sassonia-Hildburghausen |  |
|                                              |                                 |                                           |                                              |  |  |       |  |  | Federico di Sassonia-Altenburg |  |  | Ernesto Federico III di Sassonia-Hildburghausen |  |
|                                              |                                 | Ernestina Augusta di Sassonia-Weimar      |                                              |  |  |       |  |  | Federico di Sassonia-Altenburg |  |  |                                                 |  |
| Giorgio di Sassonia-Altenburg                |                                 |                                           |                                              |  |  |       |  |  | Federico di Sassonia-Altenburg |  |  |                                                 |  |
|                                              |                                 | Carlotta di Meclemburgo-Strelitz          | Carlo II di Meclemburgo-Strelitz             |  |  |       |  |  |                                |  |  |                                                 |  |
|                                              |                                 | Carlotta di Meclemburgo-Strelitz          | Carlo II di Meclemburgo-Strelitz             |  |  |       |  |  |                                |  |  |                                                 |  |
|                                              |                                 | Carlotta di Meclemburgo-Strelitz          | Federica Carolina Luisa d'Assia-Darmstadt    |  |  |       |  |  |                                |  |  |                                                 |  |
| Maurizio di Sassonia-Altenburg               |                                 | Carlotta di Meclemburgo-Strelitz          |                                              |  |  |       |  |  |                                |  |  |                                                 |  |
|                                              |                                 | Federico Ludovico di Meclemburgo-Schwerin | Federico Francesco I di Meclemburgo-Schwerin |  |  |       |  |  |                                |  |  |                                                 |  |
|                                              |                                 | Federico Ludovico di Meclemburgo-Schwerin | Federico Francesco I di Meclemburgo-Schwerin |  |  |       |  |  |                                |  |  |                                                 |  |
|                                              |                                 | Federico Ludovico di Meclemburgo-Schwerin | Luisa di Sassonia-Gotha-Altenburg            |  |  |       |  |  |                                |  |  |                                                 |  |
| Maria di Meclemburgo-Schwerin                |                                 | Federico Ludovico di Meclemburgo-Schwerin |                                              |  |  |       |  |  |                                |  |  |                                                 |  |
|                                              |                                 | Elena Pavlovna Romanova                   | Paolo I di Russia                            |  |  |       |  |  |                                |  |  |                                                 |  |
|                                              |                                 | Elena Pavlovna Romanova                   | Paolo I di Russia                            |  |  |       |  |  |                                |  |  |                                                 |  |
|                                              |                                 | Elena Pavlovna Romanova                   | Sofia Dorotea di Württemberg                 |  |  |       |  |  |                                |  |  |                                                 |  |
| Principessa Maria Anna di Sassonia-Altenburg |                                 | Elena Pavlovna Romanova                   |                                              |  |  |       |  |  |                                |  |  |                                                 |  |
|                                              | Giorgio I di Sassonia-Meiningen | Antonio Ulrico di Sassonia-Meiningen      |                                              |  |  |       |  |  |                                |  |  |                                                 |  |
|                                              | Giorgio I di Sassonia-Meiningen | Antonio Ulrico di Sassonia-Meiningen      |                                              |  |  |       |  |  |                                |  |  |                                                 |  |
|                                              | Giorgio I di Sassonia-Meiningen | Carlotta Amalia d'Assia-Philippsthal      |                                              |  |  |       |  |  |                                |  |  |                                                 |  |
| Bernardo II di Sassonia-Meiningen            | Giorgio I di Sassonia-Meiningen |                                           |                                              |  |  |       |  |  |                                |  |  |                                                 |  |
|                                              |                                 | Luisa Eleonora di Hohenlohe-Langenburg    | Cristiano Alberto di Hohenlohe-Langenburg    |  |  |       |  |  |                                |  |  |                                                 |  |
|                                              |                                 | Luisa Eleonora di Hohenlohe-Langenburg    | Cristiano Alberto di Hohenlohe-Langenburg    |  |  |       |  |  |                                |  |  |                                                 |  |
|                                              |                                 | Luisa Eleonora di Hohenlohe-Langenburg    | Carolina di Stolberg-Gedern                  |  |  |       |  |  |                                |  |  |                                                 |  |
| Augusta di Sassonia-Meiningen                |                                 | Luisa Eleonora di Hohenlohe-Langenburg    |                                              |  |  |       |  |  |                                |  |  |                                                 |  |
|                                              |                                 | Guglielmo II d'Assia                      | Guglielmo I d'Assia                          |  |  |       |  |  |                                |  |  |                                                 |  |
|                                              |                                 | Guglielmo II d'Assia                      | Guglielmo I d'Assia                          |  |  |       |  |  |                                |  |  |                                                 |  |
|                                              |                                 | Guglielmo II d'Assia                      | Guglielmina Carolina di Danimarca            |  |  |       |  |  |                                |  |  |                                                 |  |
| Maria Federica d'Assia-Kassel                |                                 | Guglielmo II d'Assia                      |                                              |  |  |       |  |  |                                |  |  |                                                 |  |
|                                              |                                 | Augusta di Prussia                        | Federico Guglielmo II di Prussia             |  |  |       |  |  |                                |  |  |                                                 |  |
|                                              |                                 | Augusta di Prussia                        | Federico Guglielmo II di Prussia             |  |  |       |  |  |                                |  |  |                                                 |  |
|                                              |                                 | Augusta di Prussia                        | Federica Luisa d'Assia-Darmstadt             |  |  |       |  |  |                                |  |  |                                                 |  |
|                                              |                                 | Augusta di Prussia                        |                                              |  |  |       |  |  |                                |  |  |                                                 |  |